# Václav Ourednik
Václav Ourednik (* 27. června 1960 Praze) je švýcarský vědec českého původu, který přispěl k základním otázkám vývojové a regenerativní neurovědy.
Působil na univerzitách a ústavech jako je Harvardova univerzita či ETH. Za svou vědeckou i edukační činnost získal řadu ocenění, jako např. Cenu Nadace Michaela J. Foxe pro Parkinsonismus nebo Pfizerovu cenu v Neurovědě. Za výzkumnou práci v hledání nových léčebných metod pro neurodegenerativní onemocnění a poranění centrálního nervové soustavy byl se svou ženou vyzván k přednášce na Nobelově fóru mladých vědců Karolinského institutu ve Stockholmu. Oba manželé byli za svou činnost dvakrát nominováni na cenu Gratias Agit.
Se svou ženou Jitkou Ourednik je spoluzakladatel a vedoucí astrofotografického centra Alpine Astrovillage Lü-Stailas, otevřeného v Mezinárodním roku astronomie 2009. Alpine Astrovillage centrum se nachází v Biosférické reservaci UNESCO nazvané "Val Müstair - Švýcarský národní park" v kantonu Graubünden ve východním Švýcarsku.

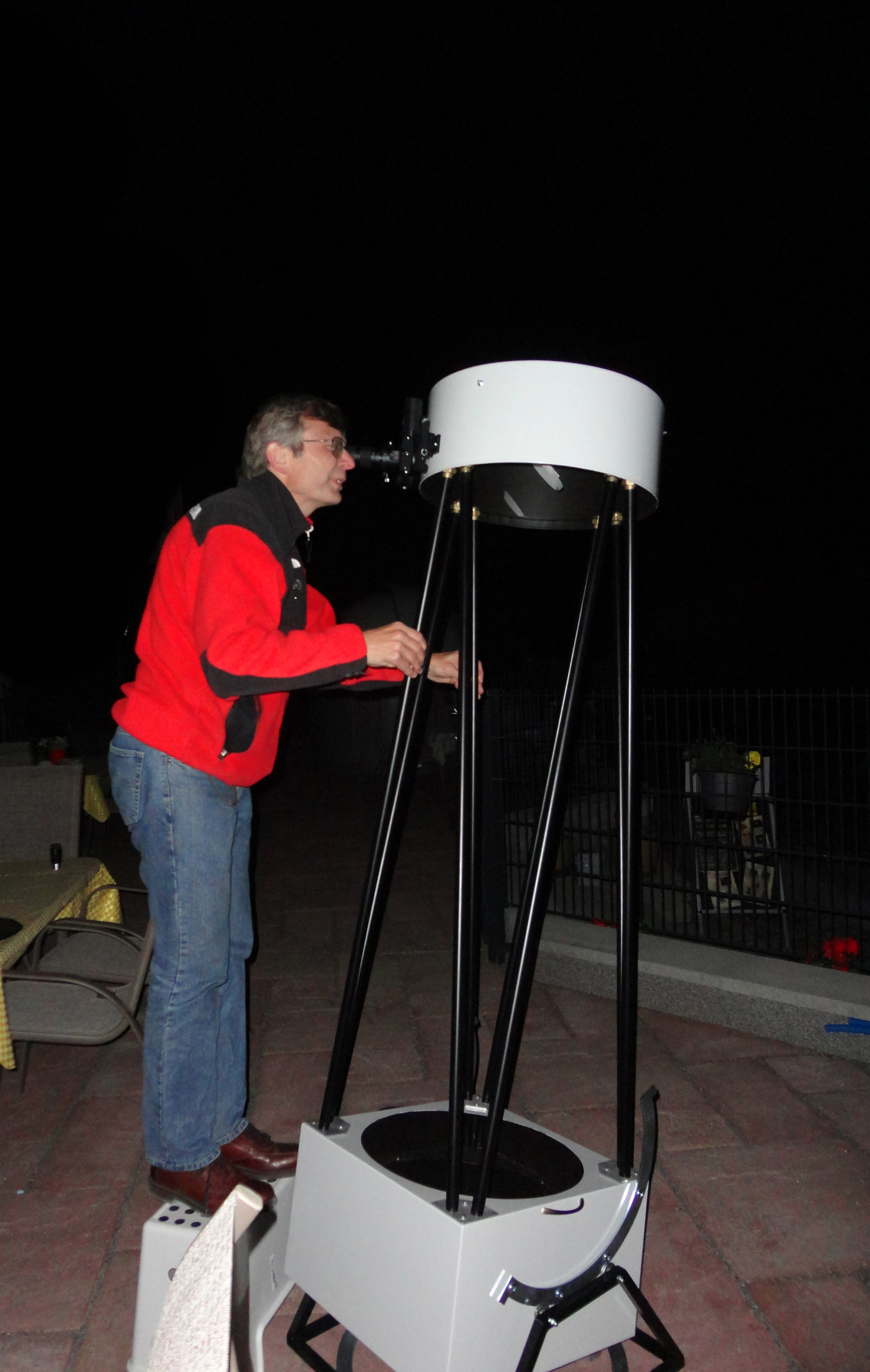
Václav Ourednik s Dobsonovým teleskopem, Alpine Astrovillage Lü-Stailas, 2014